# Лоренцо Тосто
Лоре́нцо То́сто (італ. Lorenzo Tosto; нар. 29 січня 2006, Лукка) — італійський футболіст, захисник клубу «Емполі».

## Клубна кар'єра
Вихованець клубу «Емполі». В травні 2023 року дебютував за молодіжну команду в чемпіонаті Прімавери 1.
24 вересня 2024 року дебютував в основному складі «Емполі» в матчі Кубка Італії проти «Торіно», вийшовши в стартовому складі. 2 лютого 2025 року в поєдинку проти «Ювентуса» дебютував в італійській Серії A, замінивши Луку Маріануччі.

## Кар'єра в збірній
Виступав за збірні Італії до 17, до 18 і до 19 років.

## Особисте життя
Син колишнього футболіста Вітторіо Тосто, відомого виступами за низку італійських клубів.

## Статистика виступів
Станом на 24 квітня 2025
| Клуб              | Сезон             | Чемпіонат         | Чемпіонат | Чемпіонат | Кубок | Кубок | Єврокубки | Єврокубки | Інші  | Інші | Всього | Всього |
| Клуб              | Сезон             | Дивізіон          | Матчі     | Голи      | Матчі | Голи  | Матчі     | Голи      | Матчі | Голи | Матчі  | Голи   |
| ----------------- | ----------------- | ----------------- | --------- | --------- | ----- | ----- | --------- | --------- | ----- | ---- | ------ | ------ |
| Емполі            | 2024–25           | Серія A           | 1         | 0         | 5     | 0     | —         | —         | —     | —    | 6      | 0      |
| Всього за кар'єру | Всього за кар'єру | Всього за кар'єру | 1         | 0         | 5     | 0     | 0         | 0         | 0     | 0    | 6      | 0      |